# Århus rådhus
Århus rådhus (danska: Aarhus Rådhus) är en byggnad i den danska staden Århus, som är säte för Århus kommuns politiska ledning och centrala administration. 
Byggnaden uppfördes efter ritningar av arkitekterna Arne Jacobsen och Erik Møller och invigdes den 2 juli 1941. Möbler och inredning formgavs av Hans J. Wegner. Rådhuset är sedan 2006 upptagen i Danmarks kulturkanon i kategorin arkitektur.
Husets grundkonstruktion är byggd i betong och utsidan är täckt av 6 000 m² marmorplattor som hämtades från Porsgrunn i Norge. Ett dominerande element är det 60 meter höga tornet med en klocka som har en diameter av 7 meter. Den lilla visaren är 2,5 meter lång och den stora visaren har en längd av 3 meter.
Den intilliggande Rådhusparken ersatte delar av en tidigare kyrkogård som existerade mellan 1818 och 1926. Andra delar av kyrkogården som den judiska delen är bevarade. Flera gravstenar från den tidigare kyrkogården förvaras i ett lapidarium.